# Eragrostis scaligera
Eragrostis scaligera är en gräsart som beskrevs av Ernst Gottlieb von Steudel. Eragrostis scaligera ingår i släktet kärleksgrässläktet, och familjen gräs. Inga underarter finns listade i Catalogue of Life.